# Pelham Manor
Pelham Manor ist ein Village im Westchester County des Bundesstaats New York. Das U.S. Census Bureau hat bei der Volkszählung 2020 eine Einwohnerzahl von 5752 ermittelt. Sie bildet eine Vorstadt von New York City und ist Teil der Town Pelham.

## Demografie
Nach einer Schätzung von 2019 leben in Pelham Manor 5534 Menschen. Die Bevölkerung teilt sich auf in 82,9 % Weiße, 7,3 % Afroamerikaner, 5,6 % Asiaten und 3,3 % mit zwei oder mehr Ethnizitäten. Hispanics oder Latinos aller Ethnien machten 12,9 % der Bevölkerung aus. Das mittlere Haushaltseinkommen lag bei 174.688 US-Dollar und die Armutsquote bei 3,1 %.

## Persönlichkeiten
- James Montgomery Flagg (1877–1960), Zeichner und Illustrator
- Tell Berna (1891–1975), Leichtathlet und Olympiasieger